# Arturo Pablo Ros Murgadas
Arturo Pablo Ros Murgadas (Vinalesa, Espanha, 10 de junho de 1964) é bispo auxiliar de Valência.
Arturo Pablo Ros Murgadas foi ordenado sacerdote em 29 de junho de 1993 para a Arquidiocese de Valência.
Em 27 de junho de 2016, o Papa Francisco o nomeou Bispo Titular de Ursona e Bispo Auxiliar de Valência. O Arcebispo de Valência, Cardeal Antonio Cañizares Llovera, o consagrou em 3 de setembro de 2016; seus co-consagradores, o Arcebispo de Madri, Monsenhor Carlos Osoro e o também auxiliar emérito na sé valenciana, Monsenhor Esteban Escudero Torres.
Em 31 de outubro de 2023, o Papa Francisco o nomeou Bispo de Santander 